# 亞布斯佛國際機場
阿伯茨福德國際機場（英語：Abbotsford International Airport）位於加拿大卑詩省阿伯茨福德。擁有3條跑道，提供前往維多利亞、卡加利、愛民頓和納奈莫的定期航班。季節性航點還包括多倫多、坎昆和巴亞爾塔港。
在2007年，阿伯茨福德國際機場航機升降量達175,405架次，以升降量計算，為加拿大國內第7大機場。
除了一般機場服務外，阿伯茨福德國際機場還會於每年8月舉行亞布斯佛國際航空展，是加拿大境內最大規模的航展之一。
大約有 87 公頃（215 英畝）的土地可立即用於空側和陸側開發。 在2022年，亞布斯佛國際機場共有992712名旅客的吞吐量。

## 歷史

### 第二次世界大戰
加拿大皇家空軍於1940年購買了這片土地來建造亞布斯佛機場。1943 年，基於三角形佈局的三條1555米×60米的飛機跑道竣工。 同年，在大英國協航空培訓計畫下，第24初級飛行訓練學校(No. 24 Elementary Flying Training School）在此機場開始運營直至1944 年。而No 5 Operational Conversion Unit則分佈在亞布斯佛和邊界灣機場。

### 戰後
第二次世界大戰之後，該機場主要用於通用航空，並作為溫哥華國際機場的輔助機場。在使用儀表著陸系統之前，溫哥華國際機場會因爲大霧而無法使用，因此航班不得不轉往亞布斯佛國際機場降落。而如果發生大地震，位於地勢較低的溫哥華機場會被洪水淹沒或遭到其他層面的破壞，那麼盡可能多的航班則都會選擇在亞布斯佛國際機場降落。

### 現今的亞布斯佛國際機場
1997年，亞布斯佛國際機場的所有權以10美元的價格從交通部移交給亞布斯佛市。2010年在07/25號跑道旁新增了一條平行滑行道，同時也擴建了機場主停機坪。在Cascade Aerospace機庫附近新增了一個飛機起降區，這個區域最多可以同時容納三架中型飛機。在2018年，機場宣布將進行500萬美元的擴建，擴建面積為14-000平方英尺，以增加新的登機口和更多的旅客座位容量。

## 航空公司及航點
- 空速航空（維多利亞）
- 不列顛哥倫比亞西航空 （維多利亞、納奈莫）
- 陽翼假期航空（坎昆）
- 越洋航空（巴亞爾塔港）
- 西捷航空 （卡加利、愛民頓、多倫多）
- Flair航空
- Swoop航空

## 外部連結
- 阿伯茨福德國際機場 （页面存档备份，存于） （英文）